# Myxilla compressa
Myxilla compressa är en svampdjursart som beskrevs av Ridley och Arthur Dendy 1886. Myxilla compressa ingår i släktet Myxilla och familjen Myxillidae. Inga underarter finns listade i Catalogue of Life.